# Монмаут (округ, Нью-Джерсі)
Шаблон:StateAbbr_ 40°17′ пн. ш. 74°09′ зх. д. / 40.29° пн. ш. 74.15° зх. д.
Округ  Монмаут (англ. Monmouth County) — округ (графство) у штаті  Нью-Джерсі, США. Ідентифікатор округу 34025.

## Історія
Округ утворений 1683 року.

## Демографія
За даними перепису 
2000 року 
загальне населення округу становило 615301 осіб, зокрема міського населення було 586724, а сільського — 28577.
Серед мешканців округу чоловіків було 298839, а жінок — 316462. В окрузі було 224236 домогосподарств, 160233 родин, які мешкали в 240884 будинках.
Середній розмір родини становив 3,24.
Віковий розподіл населення поданий у таблиці:
| Стать    | До 15 років | 15-21 | 22-29 | 30-39 | 40-49 | 50-65 | 65-85 | Понад 85 |
| -------- | ----------- | ----- | ----- | ----- | ----- | ----- | ----- | -------- |
| Чоловіки | 69348       | 26081 | 25088 | 47500 | 51519 | 48681 | 27912 | 2710     |
| Жінки    | 66161       | 23771 | 24711 | 50900 | 53556 | 51062 | 39197 | 7104     |

## Суміжні округи
- Стейтен-Айленд, Стейтен-Айленд, Нью-Йорк - північ
- Оушен – південь
- Мерсер – захід
- Берлінгтон – південний захід
- Міддлсекс – північний захід

## Виноски
1. ↑  Forstall, Richard L. Population of states and counties of the United States: 1790 to 1990 from the Twenty-one Decennial Censuses [Архівовано 2 січня 2016 у Wayback Machine.], pp. 108-109. Бюро перепису населення США, March 1996. ISBN 9780934213486. Accessed October 7, 2013.
2. ↑  New Jersey: 2010 - Population and Housing Unit Counts; 2010 Census of Population and Housing [Архівовано 23 липня 2013 у Wayback Machine.], p. 6, CPH-2-32. Бюро перепису населення США, August 2012. Accessed August 29, 2016.
3. ↑  DP-1 - Profile of General Demographic Characteristics: 2000; Census 2000 Summary File 1 (SF 1) 100-Percent Data for Monmouth County, New Jersey[недоступне посилання], Бюро перепису населення США. Accessed January 22, 2013.(англ.) Наведено за англійською вікіпедією.
4. ↑  DP1 - Profile of General Population and Housing Characteristics: 2010 Demographic Profile Data for Monmouth County, New Jersey[недоступне посилання], Бюро перепису населення США. Accessed March 25, 2016.
5. ↑  U.S. Census Bureau Delivers New Jersey's 2010 Census Population Totals [Архівовано 8 лютого 2011 у Wayback Machine.], Бюро перепису населення США, February 3, 2011. Accessed February 5, 2011.
6. ↑  Snyder, John P. The Story of New Jersey's Civil Boundaries: 1606-1968 [Архівовано 5 червня 2012 у Wayback Machine.], Bureau of Geology and Topography; Trenton, New Jersey; 1969. p. 177. Accessed October 1, 2013.(англ.) Наведено за англійською вікіпедією.
7. ↑  American FactFinder. Бюро перепису населення США. Архів оригіналу за 26 лютого 2012. Процитовано 31 січня 2008.

| США | Це незавершена стаття з географії США. Ви можете допомогти проєкту, виправивши або дописавши її. |